# Pöytyä
Pöytyä este o comună din Finlanda.